# Đọc sửa (sinh học)
Thuật ngữ đọc sửa (tiếng Anh: proofreading) được sử dụng trong di truyền học để chỉ những quá trình sửa lỗi. John Hopfield và Jacques Ninio là những người đầu tiên đề xuất thuật ngữ này. Đây là hoạt tính sinh học xuất hiện trong quá trình nhân đôi DNA, hệ thống miễn dịch đặc hiệu, mối liên kết enzyme-cơ chất trong nhiều phản ứng khác nhau mà đòi hỏi tăng cường tính đặc hiệu. Cơ chế đọc sửa của Hopfield và Ninio là quá trình phản cân bằng, do có thể tiêu thụ năng lượng ATP để tăng cường độ đặc hiệu trong những phản ứng hóa sinh đa dạng.
Ở vi khuẩn, cả ba loại enzyme DNA polymerase (I, II và III) đều có khả năng đọc sửa, sử dụng hoạt tính exonuclease 3' → 5' (đây là hoạt tính enzyme cắt mạch DNA từ tận cùng đầu mút theo chiều 3' → 5'). Khi bắt gặp một cặp base bổ sung không chính xác, DNA polymerase sẽ đảo ngược chiều đi của nó và cắt bỏ base không ăn khớp. Sau khi cắt đi base, polymerase có thể lắp lại chính xác base cần thiết và tiếp tục tái bản DNA.
Ở sinh vật nhân thực, chỉ những enzyme polymerase đảm nhận chức năng kéo dài mạch (loại delta và epsilon) mới có khả năng đọc sửa (sử dụng hoạt tính exonuclease 3' → 5').
Sự đọc sửa cũng xuất hiện trong quá trình dịch mã mRNA để tổng hợp protein. Trong trường hợp này, xảy ra cơ chế giải phóng bất kì phức hệ aminoacyl-tRNA nào bổ sung không chính xác trước khi liên kết peptide hình thành.
Mức độ đọc sửa trong quá trình nhân đôi DNA xác định tần số đột biến và là khác nhau giữa những loài khác nhau. Ví dụ, sự mất đi khả năng đọc sửa do các đột biến trong gen mã hóa DNA polymerase epsilon dẫn đến hệ quả là tạo ra một kiểu gen siêu đột biến với hơn 100 đột biến trên mỗi megabase (1.000.000 cặp base) của DNA trong tiến trình ung thư đại trực tràng ở người.
Mức độ đọc sửa trong những phản ứng cấp phân tử khác có khả năng phụ thuộc vào kích thước quần thể hiệu dụng của các loài và số lượng những gen chịu ảnh hưởng bởi cùng cơ chế đọc sửa như nhau.